# 城北街道 (德阳市)
城北街道，是中华人民共和国四川省德阳市旌阳区曾经下辖的一个街道。2019年12月，撤销城北街道，所属行政区域为孝感街道的行政区域。

## 行政区划
城北街道下辖以下地区：
淮河街社区、秦宓社区、文化路社区、华联社区、永兴社区、友谊路社区、铁西社区、东工苑社区、春兰巷社区、青衣江路社区、五里堆社区、汾河路社区、新河街社区、黄山路社区、蓥华山路社区、清水河社区、金桥社区、金螺社区、金龙社区、龙门社区、北海路社区、牛耳铺社区、泰安社区、泰山北路社区、圣风村、金牛村、红旗路东电社区、太行山路东电社区和涪江苑社区。